# Sebastian Rivera
Sebastian Rivera (Toms River, 27 de agosto de 1998) é um lutador de estilo-livre portorriquenho.

## Carreira
Criado em Nova Jersey, Rivera começou a lutar ainda jovem, vencendo torneios de prestígio no ensino médio, como o Super 32 e o campeonato estadual de Nova Jersey como veterano da Christian Brothers Academy. Ao ingressar na Northwestern University em 2016, Rivera se tornou duas vezes All-American (2018 e 2019) e duas vezes campeão da Big Ten Conference (2019 e 2020), mas não pôde competir no campeonato da NCAA de 2020, pois eles foram cancelados devido à pandemia de COVID-19 (o que lhe concedeu um novo ano de elegibilidade).
Transferindo-se para a Rutgers University como estudante de pós-graduação, Rivera reivindicou as honras All-American mais uma vez em março de 2021. Depois, ele começou a representar Porto Rico em competições de estilo livre, competindo no Torneio de Qualificação Olímpica Mundial (22º), Campeonato Pan-Americano (5º), Campeonato Mundial (7º) e Nacional Porto-riquenho (1º). De volta à temporada de folkstyle, Rivera mais uma vez se tornou um All-American em 2022, concluindo sua carreira universitária.
Em maio de 2022, Rivera conquistou a medalha de prata no Campeonato Pan-Americano após chegar à final. Em junho e julho, respectivamente, ele se tornou o prestigioso campeão do Matteo Pellicone Ranking Series e o campeão do Grand Prix da Espanha. Ele perdeu sua luta pela medalha de bronze no evento de 65 kg no Campeonato Mundial de Wrestling de 2022, realizado em Belgrado, Sérvia.